# Ricciaceae

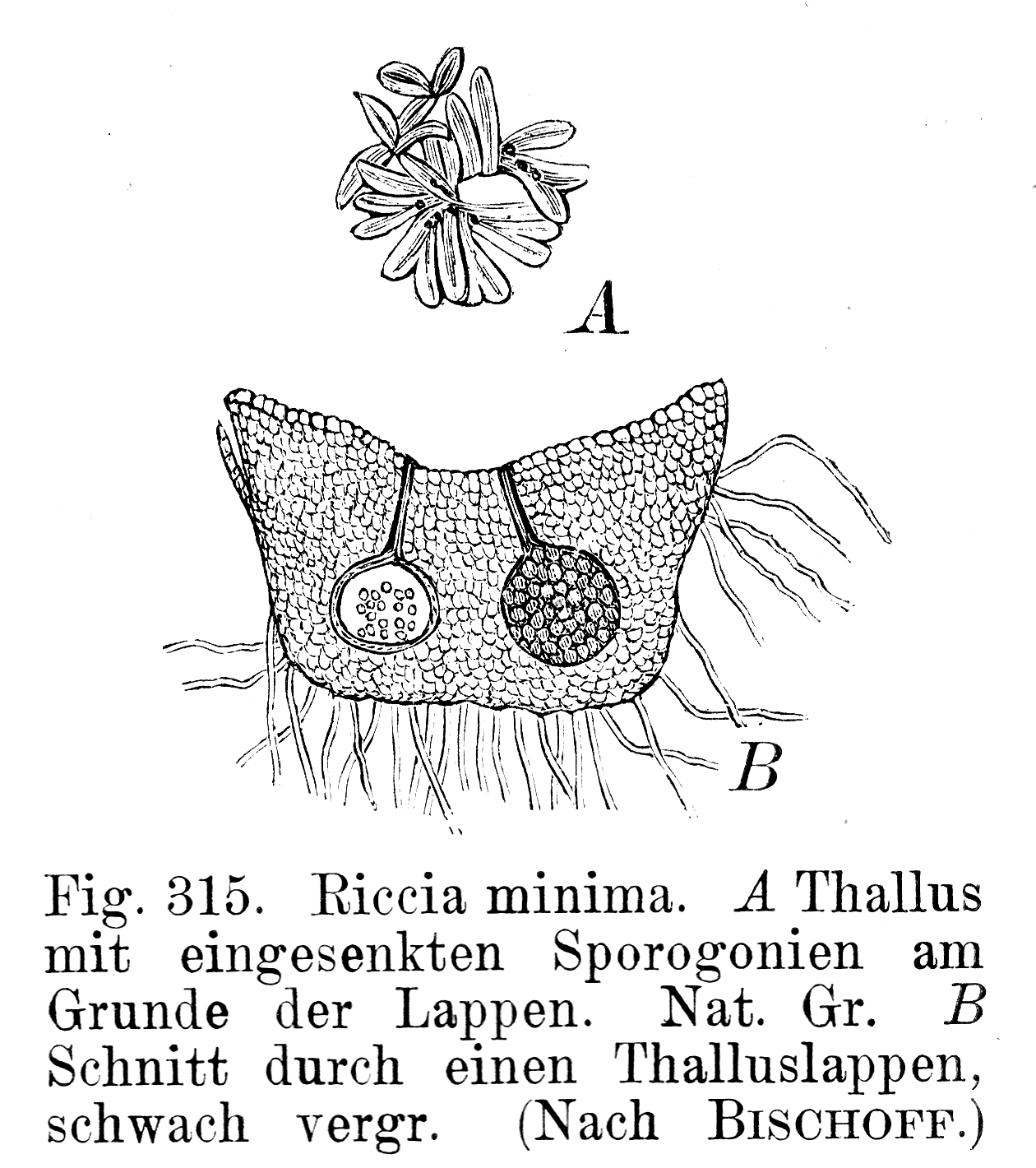
Riccia minima, Illustrations

Die Ricciaceae sind eine Familie der Lebermoose und werden dort in die Ordnung Ricciales gestellt.

## Merkmale
Der Thallus besitzt zwar Atemhöhlen, in der Regel aber keine Atemöffnungen. Der Thallus ist gegabelt und wächst meist rosettenförmig. Das Assimilationsgewebe besteht aus pfeilerartigen Zellschnüren. Diese enden oben in einer großen mamillenartigen Zelle. Das Grundgewebe ist aus einheitlichen, gleichartigen Zellen aufgebaut. Die untere Schicht ist chlorophyllfrei. Die ansonsten für die thallosen Lebermoose typischen Ölzellen fehlen, bzw. sind nur bei Ricciocarpos vorhanden.
Die Geschlechtsorgane (Gamentangien) sind in den Thallus eingesenkt. Sie öffnen sich nach außen, sodass die Befruchtung durch einen Wasserfilm auf der Thallusoberfläche erfolgen kann. Auch das Sporogon verbleibt im Thallus, da es weder Fuß noch Stiel (Seta) besitzt. Die Sporen werden erst beim Zerfall des abgestorbenen Thallus frei. Elateren fehlen.

## Systematik
Die Familie enthält nur zwei Gattungen:
- Ricciocarpos ist monotypisch mit der einzigen Art Ricciocarpos natans, die frei auf der Wasseroberfläche eutropher Gewässer schwimmt.
- Riccia mit über 150 Arten.

Schwestertaxon der Ricciaceae ist die monotypische Familie Oxymitraceae.